# Catriló
Catriló est une ville de l'extrême est de la province de La Pampa, en Argentine, et le chef-lieu du département de Catriló.

## Situation

Trajet de la route nationale 5

La ville se trouve à l'extrême est de la province, non loin de la frontière avec la 
province de Buenos Aires. Elle se situe ainsi à 543 km de Buenos Aires et a 83 km de la capitale provincial Santa Rosa

## Accès
- Route provinciale 1: depuis General Pico et Intendente Alvear par le nord.
- Route nationale 5: depuis Santa Rosa par l'ouest-sud-ouest et depuis Trenque Lauquen et Buenos Aires par l'est-nord-est.

## Histoire
L'histoire de cette petite cité débute avec l'inauguration de la gare de chemin de fer le 9 septembre 1887. Cette date est considérée comme sa date de sa fondation.

## Population
La localité comptait 3 376 habitants en 2001, c'est-à-dire une hausse de 26,56 % par rapport aux 2 626 recensés en 1991.